# Almaliq
Almaliq (auch Almalyq) war eine historische Hauptstadt in Zentralasien im heutigen Gulja, Kreis Huocheng in Xinjiang, Volksrepublik China. 
Almaliq war die Stadt eines Karluken-Herrschers, der bereits früh Dschingis Khan folgte, später unterhielt der mongolische Tschagatai Khan in der Nähe sein Heerlager. Almaliq wurde die Hauptstadt des Tschagatai-Khanats. Khan Kebek (1318–1326) verlegte die Hauptstadt nach Qarshi im westlichen Reichsteil Mawarannahr.
Während der Mongolenherrschaft im 13. und 14. Jahrhundert hatte die Stadt eine Blütezeit. Im 14. Jahrhundert können Münzprägungen nachgewiesen werden.

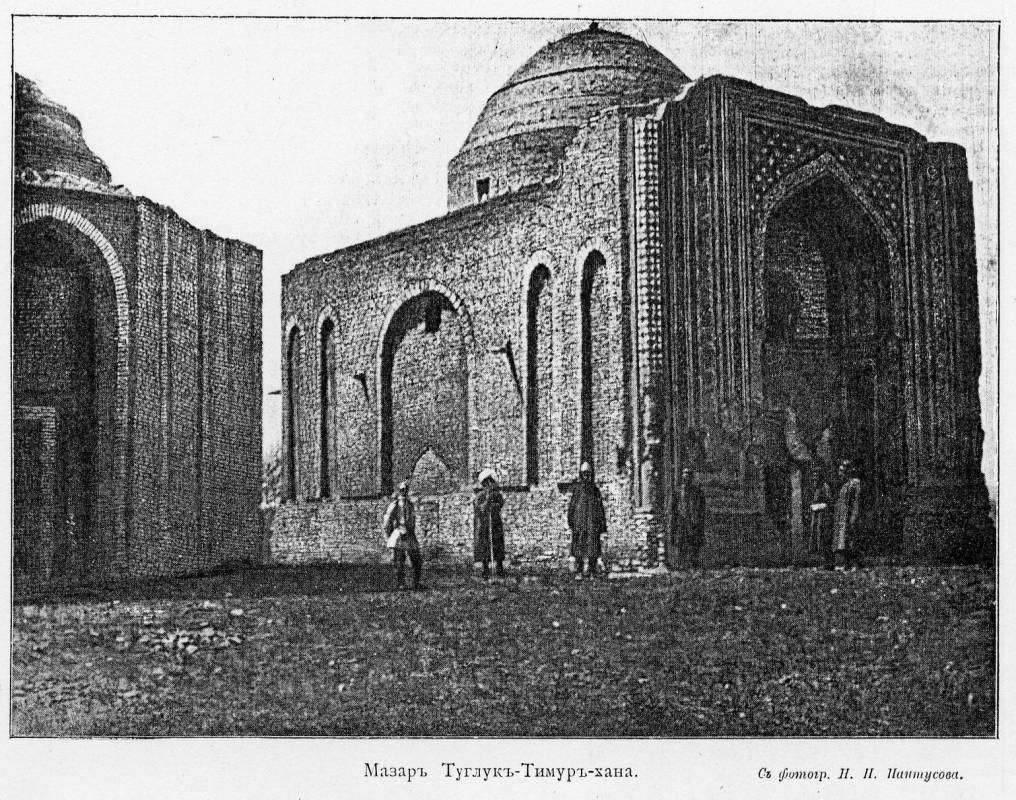
Mazar (Mausoleum) von Tughluk Timur

Die Heirat zwischen dem Herrscher der Stadt und einer Enkelin von Dschingis Khan zeigt die Stellung der Stadt in der damaligen Zeit. Während der Herrschaft von Tughluk Timur, Khan von Mogulistan von 1351 bis 1363, war sie Heimat von Menschen unterschiedlicher Herkunft sowie Religion und ein wichtiges islamisches Zentrum. 
Das Mausoleum von Tughluk Timur hat die Stadt überdauert und steht westlich von Kuqa im Kreis Huocheng, nahe Ili. Es ist ein muslimisches Mausoleum aus der Zeit der mongolischen Yuan-Dynastie in China. Inschriften belegen die Existenz nestorianischer Christen in der Stadt um 1375.